# Dvornica
Dvornica es una localidad de Croacia en el ejido del municipio de Rogoznica, condado de Šibenik-Knin.

## Geografía
Se encuentra a una altitud de 91 m s. n. m. a 378 km de la capital nacional, Zagreb.

## Demografía
En el censo 2011 el total de población de la localidad fue de 157 habitantes.
| Gráfica de población de 1857-2011                                   |
|                                                                     |
| Según los censos de población de la oficina estadística de Croacia. |